# Berlepsch' canastero
De Berlepsch' canastero (Asthenes berlepschi) is een zangvogel uit de familie Furnariidae (ovenvogels). Deze vogel is genoemd naar de Duitse ornitholoog Hans Graf von Berlepsch.

## Verspreiding en leefgebied
Deze soort is endemisch in noordwestelijk Bolivia.

## Status
De grootte van de populatie is niet gekwantificeerd maar de soort wordt omschreven als algemeen. Omdat deze vogel een klein verspreidingsgebied heeft dat snel krimpt door habitatverlies heeft deze soort op de Rode lijst van de IUCN de status gevoelig.